# Ле-Шен (Об)
Ле-Шен (фр. Le Chêne) — коммуна во Франции, находится в регионе Шампань — Арденны. Департамент — Об. Входит в состав кантона Арси-сюр-Об. Округ коммуны — Труа.
Код INSEE коммуны — 10095.
Коммуна расположена приблизительно в 140 км к востоку от Парижа, в 50 км южнее Шалон-ан-Шампани, в 30 км к северу от Труа.

## Население
Население коммуны на 2008 год составляло 246 человек.
| 1962 | 1968 | 1975 | 1982 | 1990 | 1999 | 2008 |
| ---- | ---- | ---- | ---- | ---- | ---- | ---- |
| 201  | 225  | 191  | 229  | 196  | 198  | 246  |

## Экономика

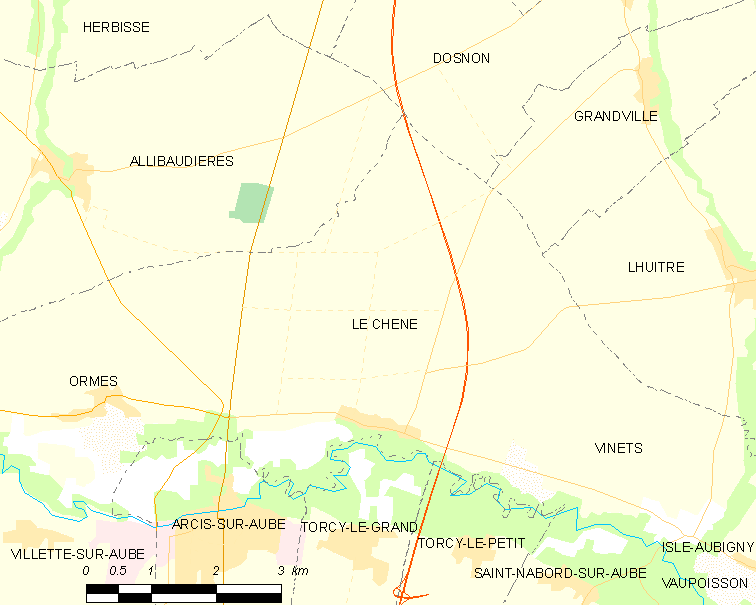
Карта коммуны

В 2007 году среди 154 человек в трудоспособном возрасте (15—64 лет) 122 были экономически активными, 32 — неактивными (показатель активности — 79,2 %, в 1999 году было 66,9 %). Из 122 активных работали 107 человек (55 мужчин и 52 женщины), безработных было 15 (9 мужчин и 6 женщин). Среди 32 неактивных 9 человек были учениками или студентами, 11 — пенсионерами, 12 были неактивными по другим причинам.